# Ti ucciderò (film)
Ti ucciderò è un cortometraggio del 1961 diritto da Corrado Farina.